# The King Is Dead (chanson de Tony Cole)
Pour les articles homonymes, voir The King Is Dead.
The King Is Dead est une chanson écrite et initialement enregistrée par le chanteur et auteur-compositeur australien Tony Cole. Sa version originale est produite par David McKay et est sortie en 1972 sur le premier album de Tony Cole, intitulé If The Music Stops. La même année, la chanson est sortie en single, avec Ruby en face B.

## Composition et sortie
The King Is Dead est le deuxième single sorti du premier album de Tony Cole If The Music Stops (1972).
Le magazine américain Billboard a choisi le single de Tony Cole pour sa section « Radio Action and Pick Singles ». L'avis du magazine était comme suit :

« Le deuxième single de son LP est une ballade rythmée plus commerciale, avec le potentiel pour le top 40. »

Néanmoins, la chanson n'a pas pu être classée dans le Billboard Hot 100.

## Liste des pistes
Single 7" 20th Century Records (1972, États-Unis)
A. The King Is Dead (2:52)
B. Ruby (2:32)
7" single Jare International 410 067 EA (1977, France)
A. The King Is Dead
B. Natural Dance

## Version de Johnny Hallyday (en français)
Quelques années plus tard, la chanson a été adaptée en français (sous le titre Gabrielle) par Long Chris et Patrick Larue et enregistrée par Johnny Hallyday qui l'a sortie en single en 1976.